# قاطوريات الشكل
قاطوريات الشكل هي فصيلة عليا من التمساحيات التي تطورت في عصر الطباشيري المتأخر، كتصنيف تفرعي، قاطوريات الشكل هي القاطور الأمريكي (Alligator mississippiensis)، أما كل التمساحيات فتمت بصِلة قرابة للقاطور الأمريكي أكثر من تمساح النيل (Crocodylus niloticus) أو الجافيال (Gavialis gangeticus).